# Marco Tardelli
Pour les articles homonymes, voir Tardelli.
Marco Tardelli, né le 24 septembre 1954 à Capanne di Careggine dans la province de Lucques en Toscane, est un footballeur international italien, qui évoluait au poste de milieu défensif, avant d'ensuite devenir entraîneur.
Tardelli effectue sa carrière principalement avec le club de la Juventus. Il remporte de nombreux trophées, notamment la coupe du monde 1982 et cinq titres de champion d’Italie.

## Biographie

### Joueur

#### Carrière en club
Il commence sa carrière en 1972, en Serie C avec le club de Pise Calcio. Deux ans plus tard, il joue en Serie B avec l’équipe de Côme Calcio, avant de rejoindre la Juventus pour 800 000 lires en 1975.
Son premier match sous ses nouvelles couleurs bianconere a lieu en coupe le 27 août 1975 lors d'un succès 2-0 sur Tarente. Il fait ensuite ses grands débuts en Serie A avec la « Vieille Dame », autrement dit la Juventus le 5 octobre 1975 (victoire 2-1 contre l'Hellas Vérone). Le 14 décembre de la même année, Tardelli inscrit son premier but juventino au cours d'un Derby d'Italie contre l'Inter (victoire 2-0).
Il est le seul joueur avec ses coéquipiers Gaetano Scirea et Stefano Tacconi à avoir remporté les trois trophées européens C1 C2 et C3 : la Coupe UEFA en 1977, la Coupe d'Europe des vainqueurs de coupes en 1984 et la Coupe d'Europe des clubs champions en 1985. Il faut à cela rajouter ses cinq titres de champion d’Italie et ses deux coupes d’Italie. Il a en particulier marqué le but vainqueur lors du match aller de la coupe UEFA contre Athletic Bilbao, contribuant ainsi fortement au titre de la Juve dans cette compétition en 1977 et à son premier grand titre personnel (c'est aussi le premier titre européen de la Juventus).
En 1978, il est cité dans la célèbre chanson italienne Nuntereggae più de Rino Gaetano, avec d'autres joueurs de l'époque comme Causio, Musiello, Antognoni et Zaccarelli.
Sa carrière avec la Juventus se termine le 29 mai 1985 et la finale de C1 gagnée 1-0 contre Liverpool au stade du Heysel, après les incidents tragiques qui entraînent la mort de 39 personnes.

Au total, Tardelli joue 377 matchs avec la Juventus et marque 52 buts (dont 259 matchs et 35 buts en Serie A).
Par la suite, il effectue deux saisons avec l’Inter Milan (acheté durant l'été 1985 pour 5 millions de lires), puis une saison avec le club suisse de Saint Gall avec qui il raccroche les crampons après la saison 1987-88.

#### Carrière en équipe nationale

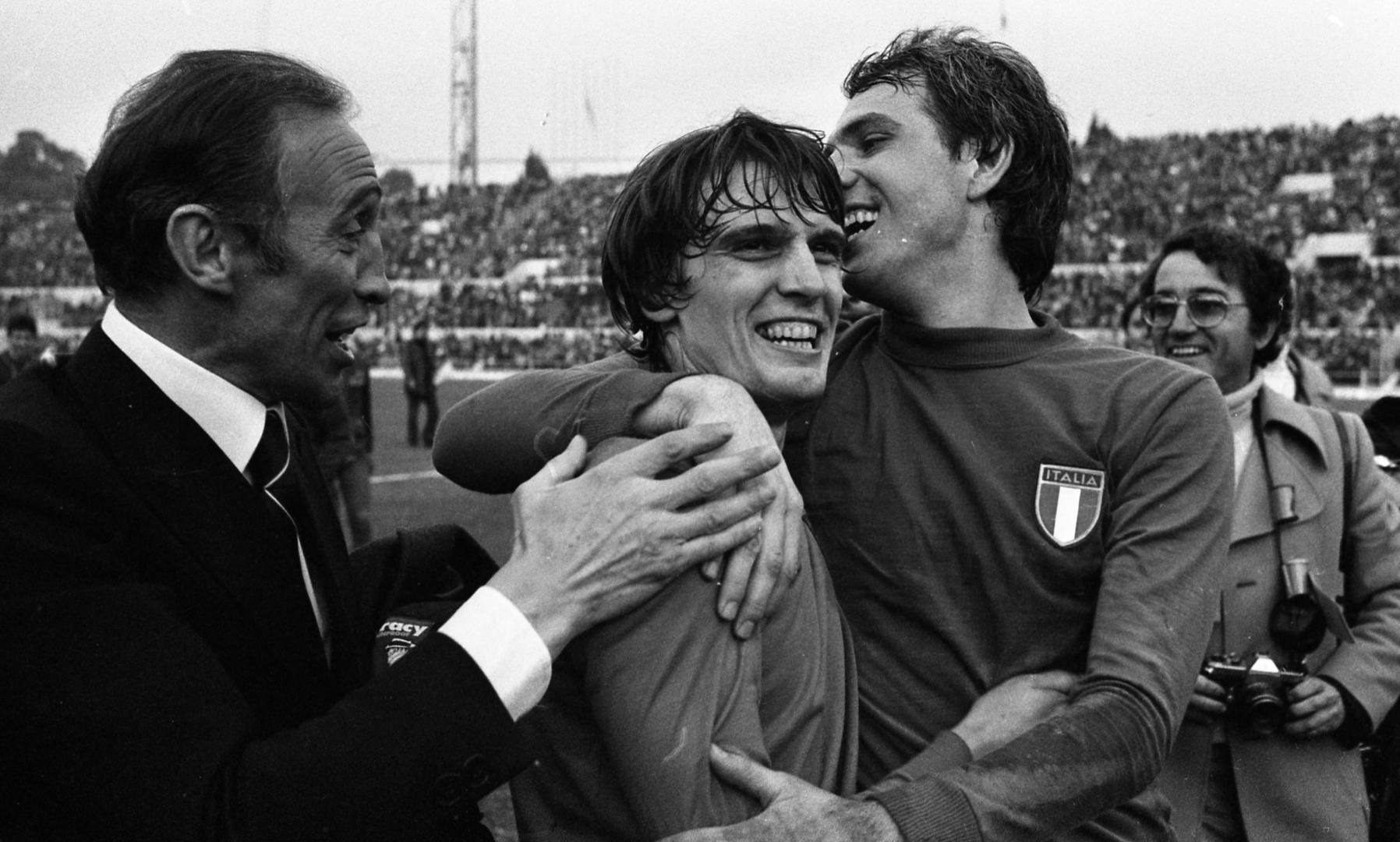
Tardelli acclamé par des célébrités entre Roberto Bettega et Enzo Bearzot, manager de l'équipe nationale italienne, après une victoire sur l'Angleterre en Novembre 1976.

Tardelli, que l'on nomme Schizzo, commence sa carrière internationale le 7 avril 1976 à l'occasion d'un match contre l'équipe du Portugal (victoire 3-1).
Depuis ce jour, il devient un des joueurs préférés du sélectionneur Enzo Bearzot, qui le sélectionne à de nombreuses reprises. Il joue la coupe du monde 1978, le Championnat d'Europe de football en 1980 et est particulièrement performant lors de la coupe du monde 1982 gagnée par l'équipe d'Italie. Il marque en effet le but du 2-0 lors de la finale victorieuse contre l'équipe d'Allemagne. À noter qu'il effectue, après avoir marqué, une célébration extatique qui fait partie intégrante de la légende de la Coupe du monde de football.
Il effectue son dernier match international en septembre 1985 en jouant contre l'équipe de Norvège.
Il est sélectionné 81 fois en équipe nationale, ainsi qu'une fois en équipe FIFA (1979), et une autre fois en équipe d'Europe (1982).

### Entraîneur
Sa carrière de joueur se termine en 1988. Il a depuis occupé plusieurs postes d’entraîneurs et s'est occupé de la sélection italienne des moins de 21 ans entre 1998 et 2000. Il pourrait devenir un jour le sélectionneur de l'équipe d'Italie.
Le 15 juin 2006, il entre au conseil d'administration de la Juventus, avant de quitter son poste au bout d'un an à cause de désaccords avec les dirigeants de la société bianconera.
Il est l'adjoint de Giovanni Trapattoni au sein de l'équipe d'Irlande, du 1er janvier 2008 au départ de celui-ci, en 2013.
Il est ensuite consultant pour la RAI.

## Carrière
| - 1972-1974 : Pise Calcio Italie - 1974-1975 : Côme Calcio 1907 Italie - 1975-1985 : Juventus Italie - 1985-1987 : Inter Milan Italie - 1987-1988 : FC Saint-Gall Suisse |  | - 1988-1990 : Italie -16 ans - 1990-1993 : Italie espoirs (adjoint) - 1993-1995 : Calcio Côme Italie - 1995-1998 : AC Cesena Italie - 1998-2000 : Italie espoirs - 2000-2001 : Inter Milan Italie - 2002-2003 : AS Bari Italie - 2004 : Égypte - 2005 : AC Arezzo Italie - 2008-2013 : République d'Irlande (adjoint) |

## Palmarès

### Joueur
| Juventus \| - Championnat d'Italie (5) : - Champion : 1976-77, 1977-78, 1980-81, 1981-82 et 1983-84. - Coupe d'Italie (2) : - Vainqueur : 1978-79 et 1982-83. - Coupe UEFA (1) : - Vainqueur : 1976-77. \| \| - Coupe des coupes (1) : - Vainqueur : 1983-84. - Supercoupe d'Europe (1) : - Vainqueur : 1984. - Coupe des clubs champions (1) : - Vainqueur : 1984-85. \| |  | Italie - Coupe du monde (1) : - Vainqueur : 1982. |
| - Championnat d'Italie (5) : - Champion : 1976-77, 1977-78, 1980-81, 1981-82 et 1983-84. - Coupe d'Italie (2) : - Vainqueur : 1978-79 et 1982-83. - Coupe UEFA (1) : - Vainqueur : 1976-77. |  | - Coupe des coupes (1) : - Vainqueur : 1983-84. - Supercoupe d'Europe (1) : - Vainqueur : 1984. - Coupe des clubs champions (1) : - Vainqueur : 1984-85. |

4°coupe du monde 1978

### Entraîneur
Italie espoirs
- Jeux méditerranéens (1) :
  -  Or : 1997.
- Euro espoirs (1) :
  - Vainqueur : 2000.